# Via Devana
La via Devana era una strada romana in Britannia, che andava da Colonia Victricensis (oggi Colchester) a  Deva Victrix  (oggi Chester).
Entrambe le città erano importanti accampamenti romani ed infatti l'arteria nacque più per esigenze militari che per bisogni civili.

## Importanza
La  via Devana era il principale collegamento tra quella che fu la prima città romana in Britannia (Colonia Victricensis, in italiano La città della vittoria) e  Deva Victrix, uno dei centri più importanti dell'isola, avamposto romano principale.

## Le città attraversate
I principali centri romani attraversati dalla  via Devana erano:
- Colchester - Camulodunum/Colonia Victricensis
- Cambridge - (Durolipons e successivamente Cantabrigia)
- Godmanchester (Durovigutum), dove incrociava la Ermine Street
- Corby
- Medbourne
- Leicester- (Ratae Corieltauvorum), dove incrociava la Fosse Way
- Mancetter - (Manduessedum), dove si univa alla Watling Street fino a
- Water Eaton - (Penncrucium) - dove si ricongiungeva con la A41 fino a
- Whitchurch - (Mediolan or Mediolanum)
- Chester - Deva Victrix